# Letná Stadion
Le Letná Stadium est un stade situé à Zlín en République tchèque.
Il est le stade du FC Fastav Zlín. Il est situé en bordure de la rivière Dřevnice. La capacité du stade est de 6 089 places.

## Histoire
Depuis 2003, le stade dispose d'un éclairage artificiel de 1 525 lux, la tribune Est a été achevée en 2006 et ouverte en 2009.